# Саватье, Поль Амеде Людовик
Поль Амеде Людовик Саватье (фр. Paul Amédée Ludovic Savatier; 19 октября 1830, Олерон — 25 августа 1891, Олерон) — французский ботаник и врач.

## Биография
Поль Саватье родился 19 октября 1830 года на острове Олерон.
Поль Амеде Людовик Саватье исследовал флору Японии с 1866 по 1871 год и с 1873 по 1876 год. Он исследовал Южную Америку, покинув Францию в 1876 году для участия в экспедиции в качестве главного врача в «французском военно-морском отделе в Тихоокеанском регионе». Во время экспедиции Поль Амеде Людовик Саватье изучил множество видов растений. Виды растений, которые изучил Поль Амеде Людовик Саватье, находятся в Национальном музее естественной истории.
Саватье скончался 25 августа 1891 года на Солероне.

## Научная деятельность
Поль Амеде Людовик Саватье специализировался на папоротниковидных и семенных растениях. 

## Научные работы
- Savatier, P.A.L. 1880. «Contributions à la géographie médicale». Station navale de l'Océan Pacifique. Achives de médecine navale 33, 5—35.